# Lappträsks kyrka, Finland
Lappträsk kyrka från 1746 ligger i Lappträsk kommun i östra Nyland, och tillhör Evangelisk-lutherska kyrkan i Finland. Den används av både den finska och svenska församlingen på orten, från 2019 Agricola svenska och finska församlingar. 
Kyrkan har 450 sittplatser. På samma tomt finns också Lappträsk lilla kyrka (1744).

## Historia

### De första kyrkorna
Lappträsk kapell bildades som ett gemensamt kapell under Pernå och Pyttis kyrksocknar möjligen i början av biskop Magnus Olai ämbetsperiod. Det nämns 1414 och kan knappast vara mycket äldre. Senare flyttades kapellet och kan någon tid ha varit indraget.
Kapellet som var helgat åt S:t Lars torde ha legat i Ingermansby, därifrån det flyttades till kyrkbyn senare på 1400-talet. Mattias kapell i kyrkbyn nämns i ett dokument från 1556. Kapellet byggdes för att lappträskborna inte skulle behöva ta sig till kyrkan i Pyttis eller Pernå.
Kapellet revs 1663 och en ny och större kyrka byggdes. Rivningsarbetet inleddes på våren, och kyrkan stod färdig redan vid årets slut. Bredvid kyrkan planerades en ny kyrka, som blev färdig i början av 1700-talet. Den kallades för Finska kyrkan, medan den äldre kyrkan gick under namnet Svenska kyrkan.

### Kyrkobränder och de nya kyrkorna
Blixten antände Svenska kyrkan den 29 juni 1742, och också Finska kyrkan, som stod ca 5 meter ifrån, brann ner. Klockstapeln klarade sig däremot. Också kyrkornas värdeföremål klarade sig, för de hade förts i säkerhet till Sverige undan Hattarnas krig mellan Sverige och Ryssland.
På hösten efter kyrkobränderna beslöt man att bygga nya kyrkor. Finland var ockuperat under lilla ofreden och de ekonomiska förutsättningarna var svaga efter ockupationsmaktens framfart. Därför tvistade man om kyrkobygget: skulle man först bygga Finska kyrkan eller Svenska kyrkan, eller skulle man bygga endast en kyrka. Till slut beslöt man att de svenskspråkiga bygger Svenska kyrkan och de finskspråkiga Finska kyrkan. Varje hemman deltog i byggnadsarbetet genom att hämta stock och genom dagsverken.
Under försommaren 1743 började arbetet på Svenska kyrkan, lett av byggmästare Jacob Bäckman, som också byggde taket, golvet och bänkarna. Den 3 juli 1744 höll Henrik Porthan den första predikan i den nya kyrkan. Predikstolen byggdes i början av 1745 och målades 1746, varefter hela kyrkan stod färdig. Varje hemman hade bidragit med 55 dagsverken, 14 stockar och en stor mängd övrigt material. En del av utgifterna täcktes genom en rikskollekt för Lappträsk kyrkor. Kyrkan brädfodrades 1806-07 och målades 1816. År 1871 rappades den utanpå.
Almar Fabritius, som representerade kagalen, protesterade mot den värnpliktskungörelse som skulle framföras i Lappträsk kyrka 1902. Han åtalades för störande av kyrkofriden, men friades dock.

### Sittordningen
År 1750 var de första bänkarna i Svenska kyrkan reserverade för herrskapet från Sjökulla, Porlom och Mariebergs herrgårdar. På följande rad satt höga officerare och deras fruar. Tredje raden var reserverad för underofficerare och andra ståndspersoner. På fjärde bänken satt herrskapets tjänare, kammarjungfrur och klockarens hustru. Femte raden var kyrkvärdens och sexmännens bänk. Böndernas bänkar började på svärdssidan från rad sex och på spinnsidan från rad fem. Torparna satt längst bak i kyrkan, och de som inte rymdes i bänkarna fick sitta på läktarna.

## Klockstapeln
Klockstapeln klarade sig undan 1742 års brand, men var i dåligt skick redan år 1760. Då beslöt man att bygga en ny klockstapel. Den vintern föll så mycket snö, att man sköt upp arbetet med ett år. 1763 beslöt lappträskborna dock att endast reparera klockstapeln. Först på 1820-talet kom den över hundra år gamla klockstapelns öde upp på nytt, och en ny byggdes 1827; den ritades antagligen av Carl Ludvig Engel.
Klockstapelns mindre klocka är från 1759 och den större från 1818. Den större klockan köptes i Sankt Petersburg för 695 rubel. Den bär texten ”Kommer låter os gå uppå Herrans berg til Jacop Guds hus” från Jesaja 2:3. Klockorna elektrifierades 1963.

## Inventarier
Till dyrbarheterna i kyrkan hör en kalk och en paten från 1615. Oblatasken är från 1703. 
Kyrkans två mässhakar är från 1766 och 1864; de finns i arkivet på Nationalmuseum. De svenska marthaföreningarna donerade en ny mässhake 1954.
Det stora krucifixet av trä ovanför altaret är sannolikt från Pernå.
Predikstolen är gjord av snickare Theito från Fredrikshamn år 1745. Dess målningar är av Simon Galenius och klockare Westman. Målningarna återupptäcktes 1998, då den vita målfärg som tillkom på 1800-talet avlägsnades.
Det finns flera takkronor i kyrkan. Kronan i den södra korsarmen är donerad av Paul Thorwall 1932. Den i den västra armen donerades av den lokala kronofogden Daniel Walle år 1830. Den större kristallkronan köpte församlingen 1851 och den mindre donerades av Adolfina Sjöman år 1882.
På den södra korsarmens vägg finns två träänglar donerade av Paul Thorwall.
Altartavlan från år 1895 är målad av Alexandra Såltin. 
På sakristians vägg finns en vigselrya, donerad av de lokala marthaföreningarna 1957. I sakristian finns också en målning som föreställer aposteln Paulus.

### Orgeln
Svenska kyrkans gamla orgel såldes 1860 till Finska kyrkan för 450 rubel. Två år senare byggde Th. Buchert från Valkjärvi en ny orgel för 1 600 rubel. Dessa orglar användes ända till 1970-talet, då båda kyrkorna fick nya orglar från Kangasala orgelfabrik.

### Glasmålningarna
Glasmålningarna i kyrkan är gjorda av Lennart Segerstråle. De föreställer Jesu liknelse om sådden (Matt. 13, Mark. 4). Glasmålningen i sidofönstret illustrerar Jesus som Livets bröd (Joh. 6:35).

## Lappträsk lilla kyrka
Lilla kyrkan (Finska kyrkan) ligger precis invid den större kyrkan. Byggnadsarbetena började i april 1744 under ledning av Eerikki Tikkala från Porlom, och kyrkan stod färdig redan den 25 maj samma år. Predikstolen blev färdig 1746. Kyrkan målades 1818. Lilla kyrkan är kvadratformad och rymmer omkring 150 personer.